# Алейжадинью

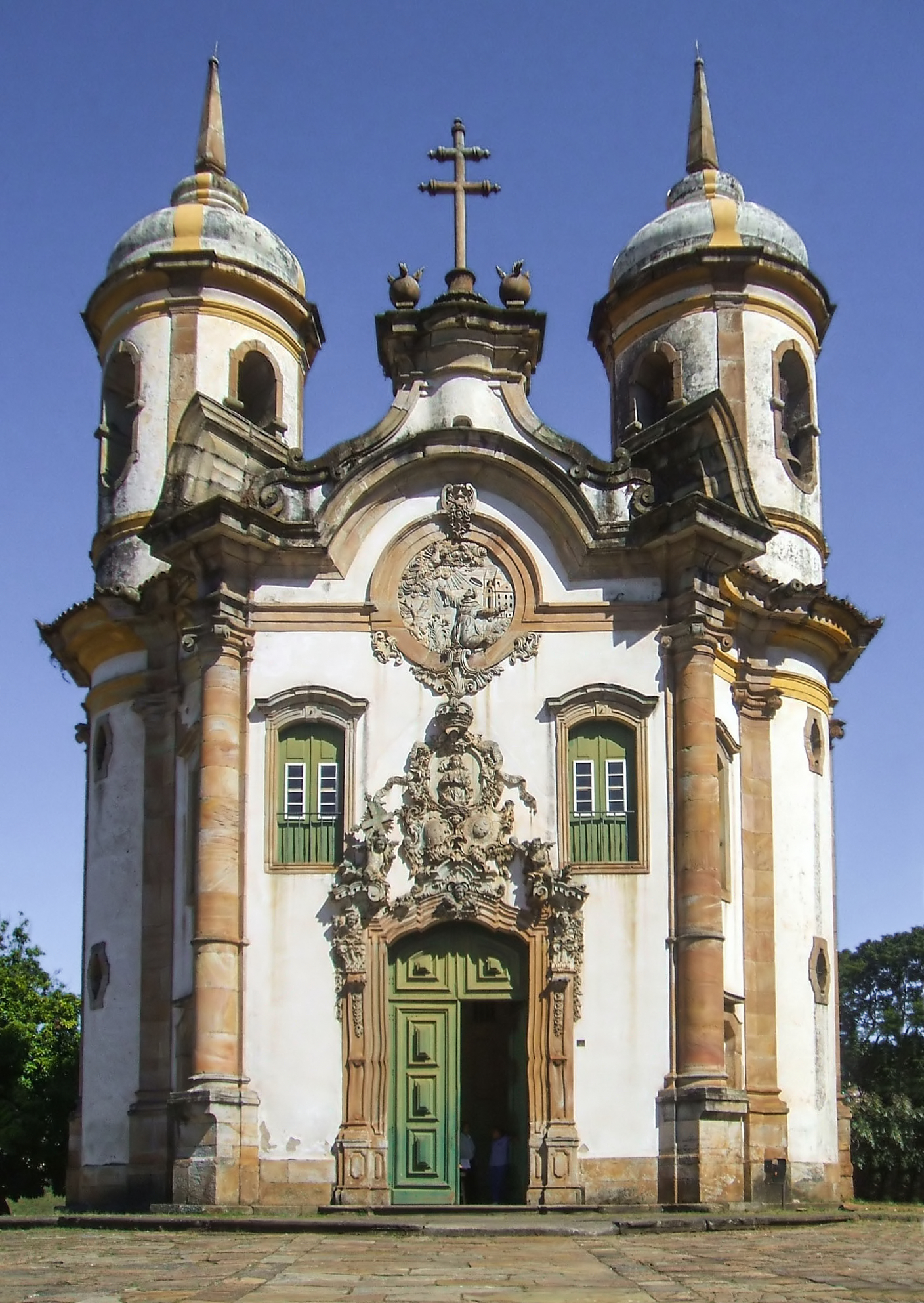
Церковь Франциска Ассизского, Оуру-Прету. Построена по проекту Алейжадинью

Алейжадинью (наст. имя Антониу Франсишку Лишбоа или Лисбоа, порт. Aleijadinho, собственно порт. Antonio Francisco Lisboa, 29 августа 1730, по другим сведениям — 1738, Вила Рика, ныне Оуру-Прету — 18 ноября 1814, там же) — бразильский архитектор и скульптор.

## Биография

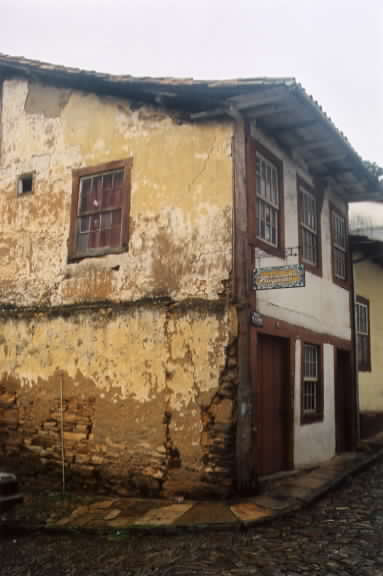
Дом, в котором родился будущий художник

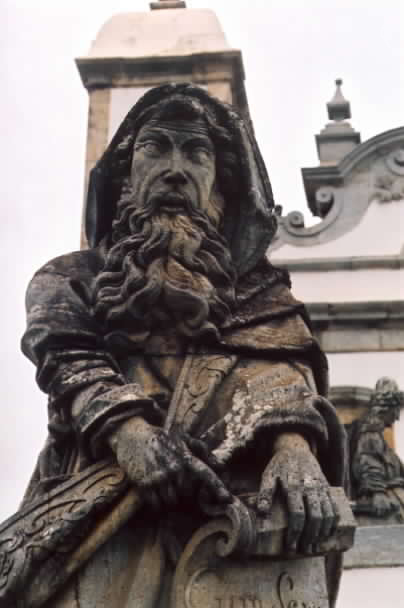
Алейжадинью Пророк Исайя, лестница паломнического комплекса Бон-Жесус-де-Матосиньяс в Конгоньяс

Сын португальского архитектора Мануэла Франсишку Лишбоа (приехавшего в Бразилию в начале XVIII века из Лиссабона) и его рабыни-африканки Изабеллы. Учился ремеслу у отца, который его как сына рабыни выкупил и воспитывал вместе с другими, законными детьми. После сорока был изуродован непонятной болезнью (по одному из предположений, проказой), за что и получил своё прозвище (буквально — «Маленький калека»). После этого трудился исключительно ночами, стараясь днем не появляться на улицах. Остался холостым и не имел детей. Алейжадинью принадлежал к обществу Святой Троицы, где состоял в качестве руководителя.

## Творчество
Работал в различных городах провинции Минас-Жерайс (Оуру-Прету, Конгоньяс, Мариана). Произведения Алейжадинью — уникальные памятники позднего колониального барокко.

## Наследие и признание
Жизнь и творчество Алейжадинью дали сюжет для нескольких романов, кино- и телефильмов.